# Наноробот
Наноробот — робот, розміром до мікрометр.

## Загальний опис
Наноробототехніка посилається на все ще значною мірою гіпотетичну нанотехнологію — технічну дисципліну проектування і будівництва нанороботів. Нанороботи (наноботи, наноїди, наніти або наноніти) можуть бути звичайними пристроями, розміром від 0.1-10 мікрометрів і сконструйованими з нанорозмірних або молекулярних компонентів. Так як ще не було створено штучно  жодного наноробота, він залишається гіпотетичним поняттям.
Інше, іноді використовуване визначення — робот, який дозволяє здійснювати точні взаємодії з нанорозмірними об'єктами, або може маніпулювати з нанорозмірною роздільною здатністю. Згідно з цим визначенням, навіть велика апаратура як, наприклад, атомний силовий мікроскоп, може вважатися наноробототехнічним інструментом, коли налаштований для виконання наноманіпуляцій. Також макроскопічні роботи або мікророботи, які можуть рухатися з нанорозмірною точністю, могли б бути також названими нанороботами.
Наномашини знаходяться значною мірою, у фазі дослідження і розвитку, але деякі примітивні молекулярні машини були перевірені. Приклад — давач, що має крок приблизно 1.5 нанометрів, здатний до перерахунку специфічних молекул в хімічному зразку. Перше корисне використання наномашин, якщо такі коли-небудь будуть побудовані, можливо, буде в медичній технології, де вони використовувалися б, щоби визначати ракові клітини і знищувати їх. 
Цікаво, що влітку 2017 року, велика команда вчених, на чолі з Джеймсом Туром з Університету Райса, створили «нанодриль», який  легко "пробурюється" крізь  мембрану ракової клітини та залишає у ній пори, що призводить до її загибелі.[1]
Інше потенційне застосування — виявлення отруйних хімікалій, і вимірювання їх концентрацію у довкіллі. Нещодавно, Університет Райс продемонстрував Наномобіль (автомобіль з однієї молекули), який створений за допомогою хімічного процесу, і включає бакібол для коліс. Він приводиться до дії, за допомогою контролю температури навколишнього середовища і зміною розташування кінчика тунельного мікроскопа.

## Теорія наноробототехніки
З того часу, як нанороботи стануть мікроскопічними за розміром, ймовірно буде необхідна дуже велика кількість їх, працюючих разом, щоби виконувати мікроскопічні і макроскопічні завдання. Ці нанороботичні рої, як ті, які нездатні до відтворення (як у сервісному тумані), так і ті, які здатні до добровільного розмноження в природному оточенні (як в сірому слизі і його менш загальних варіантах), можна знайти в багатьох історіях наукової фантастики, як, наприклад, Борги в Зоряному Шляху. Слово «Нанобот» (також «наніт», «наноген», або «наномураха») часто використовується, щоби вказати цей вигаданий контекст, і є неформальним або навіть принизливим терміном, щоби посилатися на технічну концепцію нанороботів. Слово наноробот — правильний технічний термін у документальному контексті серйозних технічних досліджень.
Деякі захисники нанороботів, у відгуках до сценарію переляку сірого слизу, які вони раніше допомогли розповсюдити, удають, що нанороботи, здатні до копіювання за межами обмеженого фабричного оточення, не формують потрібну частину продуктивної нанотехнології, що мається на увазі, і що процес самовідтворення, якщо його коли-небудь буде розроблено, може бути зроблений невід'ємно безпечним. Вони, крім того, заявляють, що, вільно-спустошувальні реплікатори, фактично відсутні у їх поточних планах, розвитку і використання молекулярного виробництва.